# لوئیز بریتو
لوئیز ادواردو سانتانا بریتو هافبک اهل برزیل است که در شهر ریودو ژانیرو و در تاریخ ۲۱ سپتامبر ۱۹۸۲ به دنیا آمده‌است. لوئیز بریتو در تیم‌های فوتبال Apollon Kalamarias سابقهٔ حضور دارد.